# أجاممنون

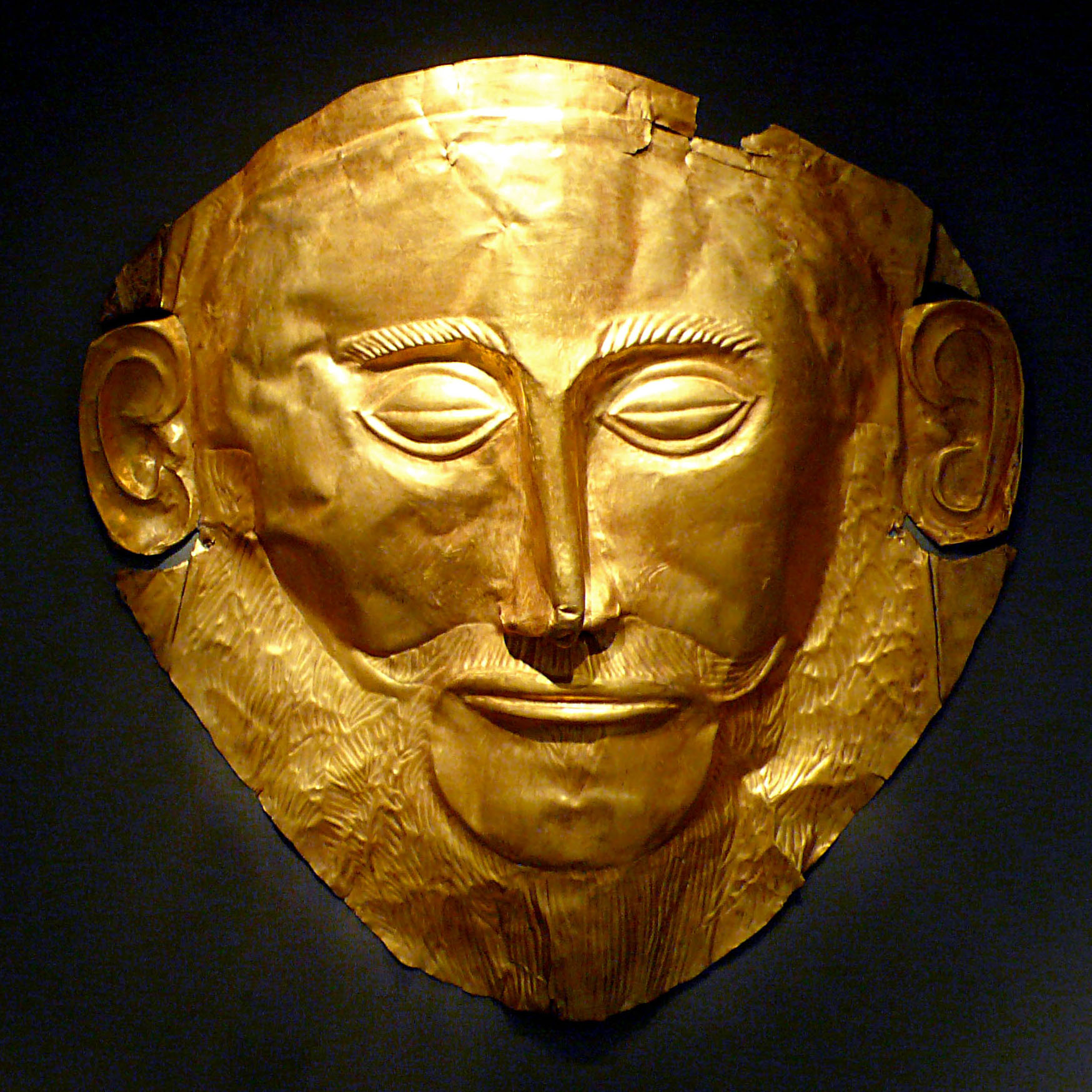
قناع أجاممنون (إكتشفه هاينريش شليمان بعام 1876م بموكناي، ويعتقد حالياً بأن تاريخ القناع يسبق تاريخ الحرب الطرواديّة

أَغَاممْنُون أو أجَامِمْنـُون (باليونانية القديمة: Ἀγαμέμνων) (في الميثولوجيا الإغريقية) هو ابن أتْربوس وإيروبي، وشقيق الملك مينلاوس (Menelaus) ملك أسبرطة، وهو الذي قاد الحملة التي ذهبت إلى طروادة لإستعادة هيلين زوجة الملك مينلاوس التي هربت إلى طروادة مع بارس. هذه إحدى قصص إلياذة هوميروس، والتي اشتهر فيها الحصان الخشبي المعروف بحصان طروادة.

## عداوته لآخيل
تروي الإلياذة كيف كانت هناك صراعات دائمة لأجاممنون مع آخيل Achilles بطل الإغريق على الغنائم، وهذا أدى إلى انقضاء التسعة أعوام ونصف دون آخيل، ثم دخول آخيل في المعركة بعد قتل (هكتور) لصديقه العزيز (باتروكلوس)، وهذا الموقف مشابه لموقف (عنترة بن شداد) مع أهل قبيلته.

## مقتله
تروي الأوذيسة كيف قامت زوجة أجاممنون، كلتمنسترا Clytemnestra وعشيقُها إيجسثوس Aegisthus بقتل أجاممنون وذلك بعد عودته منتصرا ً من حرب طروادة.
قصة مقتله انه قبل ذهابه إلى حرب طروادة قدم ابنته قربانا للالهه فلذلك كانت زوجته تحمل الضغينة له وعندما يعود بعد عشرة سنين وتكون زوجته عاشت مع عشيقها ويحضر أيضا اجاممنون ابنة أحد ملوك اليونان لكى يجعلها زوجة له وكان ذلك سبب لكي يجعل كليتيمنسترا تريد ان تقتله ولذلك تقوم بوضع بساط احمر ينتهى إلى الحمام عندما يذهب هناك يقابله عشيقها ويقتله.
البساط الأحمر في الاساطير يدل على الفخامة والابهة ومعناها أيضا ان اجاممنون وصل إلى القمة في التفكير الأسطورى فللذلك تاتى نهايته وهي مقتله>بالنسبة لمسرحية اجاممنون للكاتب سينيكا<

## قناع أجاممنون
عثر عالم الآثار الألماني هاينريش شليمان على قناع جنائزي من الذهب في اليونان وتحديدا في إحدى المقابر الملكية يعتقد أنه يعود للملك الأسطوري أجاممنون.

## مواقع خارجية
القناع الذي يوجد في الصورة ليس لاجاممنون بل هو قناع يعود إلى ملك عاش قبله ب 300 سنة وكان العالم هنرك شليمان لما كان يحفر في انقاذ مدينة مسيني العتيقة وجد قبورا في قصر الملوك المسينين ومن بينهم اجاممنون ولما حفر عميقا وجدا الكثير من الهياكل العظمية ووجد قناع هو الحقيقي لاجاممنون لكن القناع كان يظهر انه رجل شاب غير حكيم لذلك لما عثر على القناع الذي في الصورة راى انه الاجدر لانه واضح انه شخص حكيم لذلك لما قدم ملك اليونان لكي يرى قناع الملك القديم والذي يعتقد انه من اسلافه قام العالم شليمان باظهار القناع المصور واخفى القناع الحقيقي